# Barta Endre
Barta Endre, 1899-ig Baum Endre (Debrecen, 1882. február 15. – Budapest, 1948. november 16.) gyógyszerész. 

## Életútja
Baum Miksa (1851–1905) miskolci születésű szatócs és Jakobovits Katalin fia. Debrecenben működött mint gyakornok. Gyógyszerészdoktori oklevelét 1904-ben szerezte a Budapesti Tudományegyetemen. Előbb a budavári Arany Sas gyógyszertár, majd 1909-től a Baross utcai „Szent Szív” patika gondnoka volt, majd 1919-ben a tulajdonába került a gyógyszertár. Később Pesterzsébeten gyógyszervegyészeti laboratóriumot hozott létre, ahol kalcium-, jód- és brómterápiás szereket készített. Ezt az üzemet később fiával és lányával vezette közösen. Halálát agyvérzés, tüdőgyulladás okozta.
Felesége Hoffmann Olga volt, akivel 1911. december 10-én Budapesten, az Erzsébetvárosban kötött házasságot.

## Főbb műve
- A páros glycuronsavak chemiai úton való quantitatív meghatározásáról (Budapest, 1904)